# Mary Jo Pehl
Mary Jo Pehl (uitspraak: Peel) (Circle Pines (Minnesota), 27 februari 1960) is een Amerikaanse schrijfster en komiek. Ze is vooral bekend van haar werk voor de televisieserie Mystery Science Theater 3000.
Pehl was van 1992 tot 1996 een van de schrijvers van MST3K. Daarnaast speelde ze in de eerste paar seizoenen een paar kleine rolletjes, waarvan Magic Voice het bekendste is. In seizoen 7 begon ze met de rol van Pearl Forrester, de moeder van Dr. Clayton Forrester. Aanvankelijk was ook dit een bijrol, maar toen na seizoen 7 Trace Beaulieu de show verliet nam ze zijn rol over als de primaire antagonist van de serie. Ze bleef de rol van Pearl vertolken tot het einde van de serie.
Na MST3K deed Pehl een aantal comedystukjes voor National Public Radio.
In 2004 begon ze met een carrière als schrijfster. Haar eerste boek was I Lived With My Parents and Other Tales of Terror, gepubliceerd door Plan Nine Publishing. Pehl heeft toegegeven dat ze katholiek is, en heeft derhalve ook geschreven voor katholieke lezers. 
In 2007 begon ze mee te werken aan Mike Nelsons RiffTrax, waarin wederom slechte films belachelijk worden gemaakt. 
Pehl woont nu in Austin, Texas met haar echtgenoot. 